# Sachiko Murase
Sachiko Murase (村瀬 幸子) (Tokyo, 21 marzo 1905 – Maebashi, 9 ottobre 1993) è stata un'attrice giapponese. È apparsa in oltre 60 film tra il 1931 e il 1991.

## Filmografia parziale
- L'imperatrice Yang Kwei-fei, regia di Kenji Mizoguchi (1955)
- Shichinin no ani imōto (1955)
- Ruri no kishi (1956)
- Kisses (Kuchizuke), regia di Yasuzō Masumura (1957)
- A False Student (1960)
- Zatoichi the Fugitive (1963)
- La gatta giapponese (Chijin no ai), regia di Yasuzō Masumura (1967)
- A Promise (1986)
- Rapsodia in agosto, regia di Akira Kurosawa (1991)